# Públio Valério Publícola (cônsul em 475 e 460 a.C.)
Públio Valério Publícola (em latim: Publius Valerius Publicola) foi um político da gente Valéria nos primeiros anos da República Romana eleito cônsul por duas vezes, em 475 e em 460 a.C., com Caio Náucio Rutilo e Caio Cláudio Crasso Inregilense Sabino. Era filho de Públio Valério Publícola, cônsul em 509 a.C..

## Primeiro consulado (475 a.C.)
Públio Valério foi eleito cônsul a primeira vez com o colega Caio Náucio Rutilo.
Seu mandato começou com a acusação lançada pelos tribunos da plebe Lúcio Cédico e Tito Estácio contra Espúrio Servílio de ter conduzido mal o exército romano na Batalha do Janículo no ano anterior. Servílio conseguiu refutar as acusações graças ao testemunho de seu colega cônsul Aulo Vergínio Tricosto Rutilo.
Públio Valério foi encarregado de liderar uma força romana contra as forças dos sabinos e etruscos que estavam acampados na cidade de Veios enquanto Caio Náucio seguiu para defender o território dos latinos, aliados de Roma, que havia sido invadido pelos volscos e équos sem uma prévia declaração de guerra.
Os romanos conseguiram surpreender e derrotar os inimigos, sabinos e veios, na Batalha de Veios; por causa desta vitória, Públio Valério, ao retornar a Roma, recebeu a honra de um triunfo.

## Segundo consulado (460 a.C.)
Públio Valério foi eleito pela segunda vez em 460 a.C., desta vez com Caio Cláudio Crasso Inregilense Sabino.
Durante seu mandato, continuou a controvérsia entre patrícios e plebeus, com os tribunos da plebe, especialmente Aulo Vergínio, acusando parte do Senado de ter tramado um complô para assassinar os tribunos. Em nome deles, respondeu Públio Valério afirmando que era uma acusação falsa.

### Revolta de Ápio Erdônio
Naquele ano, parecia que équos e volscos estavam prontos para recomeçarem as hostilidades "anuais" e "rituais" quando, uma noite, uma confusão irrompeu no Capitólio e a fortaleza foi ocupada. Cerca de 2 500 exilados e escravos, causando pânico geral na população. No meio da escuridão e da confusão, a falta de informações impedia que uma reação imediata fosse organizada:
| “ | Os cônsules estavam apreensivos pela escolha entre armar a plebe ou deixá-la desarmada pois não sabiam que calamidade repentina havia se abatido sobre a cidade. Talvez um assalto inimigo, talvez uma revolta causada pelo ódio dos plebeus ou uma armadilha organizada pelos escravos. | ” |
|   | — Lívio, Ab Urbe Condita libri III 15. |   |

Em situações "normais" não seria um grande problema trazer as armas do Erário e entregá-las à população, mas aqueles não eram tempos normais. Dois anos antes, o tribuno da plebe Caio Terentílio Arsa havia proposto a Lex Terentilia, que tinha por objetivo melhorar a situação política da plebe. A discussão sobre a lei pairou pesadamente sobre a vida política da cidade. Os patrícios eram contra, pois temiam perder o poder. Neste quadro é que se insere o processo contra o patrício Cesão Quíncio, filho de Cincinato, condenado no ano anterior (461 a.C.) e exilado na Etrúria. Era lógico supor que a confusão fosse causada por um grupo para-militar que tinha por objetivo trazê-lo de volta.
Por conta disto, plebeus e tribunos se agitavam a favor da lei e ameaçavam não mais pegar em armas pela pátria se não obtivessem alguma vantagem econômica ou política por seu sacrifício e sangue.
| “ | A luz do dia revelou a origem da confusão e quem a comandava. Ápio Erdônio havia levantado em revolta os escravos do Capitólio: eles assumiram a defesa de todos os desesperados para trazer de volta à pátria os que foram exilados injustamente e libertar os escravos de seu pesado jugo. | ” |
|   | — Lívio, Ab Urbe condita libri, III, 15. |   |

Ápio Erdônio continuava afirmando que havia preferido que a iniciativa tivesse partido do povo romano, mas que, visto que não havia esperança algum de que isto aconteceria, não hesitou em recorrer a meios extremos, como um pedido de ajuda aos volscos e équos. Até que foi traído. A situação tinha toda a aparência de uma operação estudada juntamente com inimigos externas (suspeitavam-se de sabinos e veios) e realizada com a organização de uma quinta coluna interna composta por uma massa mal-armada lançada à luta pelo desespero. Porém, o medo maior era com uma revolta dos escravos, pois ninguém podia saber se eles permaneceriam fieis ou se haviam se tornado um perigo para os próprios romanos dentro de suas muralhas.
Mais uma vez, patrícios e plebeus tiveram que se unir para confrontar um inimigo externo. Desta vez, porém, os tribunos da plebe, cientes de comportamentos pouco "nobres" do patriciado, impediam o alistamento militar afirmando que a revolta não era uma guerra e sim um simulacro de guerra propositalmente criado no Capitólio para bloquear a votação da Lex Terentilia. Os patrícios, por sua vez, entenderam que os tribunos eram, para o Estado (eles se consideravam como o "Estado") do que um punhado de escravos em revolta.
O cônsul Públio Valério, ao saber que a plebe estava abandonando as armas, deixou o Senado e correu para exortar os tribunos:
| “ | O que está acontecendo, tribunos? Vocês querem realmente derrubar o estado sob o comando e desejos de Ápio Erdônio? Teria ele sido hábil o suficiente para corrompê-los quando não conseguiu sublevar os escravos? | ” |
|   | — Lívio, Ab Urbe condita libri, III, 17. |   |

Ele continuou implorando aos seus concidadãos que fossem "libertar os deuses" e afirmou estar decidido a empreender o ataque, mesmo que sozinho, considerando como inimigo qualquer um que se colocasse entre ele e Ápio Erdônio. Mas a noite encerrou tanto a ação do cônsul quanto a inação dos tribunos. A lei não foi aprovada e os revoltosos continuaram a resistir. Nesta mesma noite (em latim: Eadem nocte segundo Lívio III,18), a notícia da confusão chegou a Túsculo, uma cidade aliada de Roma, e seu ditador, Lúcio Mamílio, vendo aí uma ótima oportunidade de mostrar gratidão ao seu poderoso vizinho, partiu da cidade à frente de seu exército. Ao amanhecer, os tuscolanos chegaram às portas de Roma. Depois de terem sido confundidos com volscos e équos, os tuscolanos puderam entrar na cidade e se juntaram a Públio Valério, que estava novamente tentando montar um exército. A despeito da oposição dos tribunos da plebe, os dois exércitos cercaram o Capitólio e os rebeldes.
| “ | Eles [os rebeldes] se desesperaram pois agora podiam contar apenas com a posição favorável e logo se abateu o assalto dos romanos e seus aliados. | ” |
|   | — Lívio, Ab Urbe condita libri, III, 18. |   |

Os desesperados rebeldes foram obrigados a se refugiar no interior dos templos para se defender. No átrio do templo (Lívio não especifica qual, mas provavelmente era o Templo de Júpiter Capitolino), Públio Valério Publícola foi morto, mas isto não impediu que os cidadãos romanos continuassem o ataque, guiados por Públio Volúmnio Amintino Galo, cônsul do ano anterior.
| “ | Muitos exilados profanaram com seu sangue o templo, muitos foram presos vivos. Erdônio foi morto | ” |
|   | — Lívio, Ab Urbe condita libri, III, 18.                                                         |   |

A punição aos rebeldes dependia de sua condição social. Os homens livres foram decapitados e os escravos, crucificados.